# Кристи, Дэвид (футболист)
Дэ́вид Кри́сти (англ. David Christie; 1885 — дата смерти неизвестна) — шотландский футболист, выступавший на позиции левого инсайда.

## Биография
Начал карьеру в шотландском клубе «Херлфорд». В октябре 1907 года перешёл в английский «Манчестер Юнайтед». Сезон 1907/08 провёл в резервной команде клуба. В основном составе «Юнайтед» дебютировал 7 сентября 1908 года в матче против «Бери», когда Джек Пикен и Сэнди Тернбулл не смогли сыграть из-за травмы. Согласно отчёту, опубликованному в Manchester Football Chronicle, Кристи «не реализовал два голевых момента», которые «легко был мог реализовать Сэнди Тернбулл». «Манчестер Юнайтед» в итоге одержал победу в том матче со счётом 2:1 благодаря «дублю» Джимми Тернбулла. Гол за «Бери» с пенальти забил Джимми Линдзи, который имел возможность свести матч вничью, но не реализовал пенальти в конце матча. Интересно, что главным тренером «Бери» был экс-игрок «Манчестер Юнайтед» Арчи Монтгомери.
После этого Кристи провёл только один матч в основном составе «Манчестер Юнайтед». Это случилось 17 апреля 1909 года в игре против «Лестер Фосс», в которой «Юнайтед» проиграл на выезде со счётом 2:3. Летом 1910 года Кристи покинул клуб в качестве свободного агента. Согласно отчётам, в 1924 году он тренировал австралийский клуб «Гранвилл» в северном Сиднее.